# Tawitawia
Tawitawia es un género de foraminífero bentónico de la subfamilia Tawitawiinae, de la familia Textulariidae, de la superfamilia Textularioidea, del suborden Textulariina y del orden Textulariida. Su especie tipo es Textularia immensa. Su rango cronoestratigráfico abarca el Holoceno.

## Clasificación
Tawitawia incluye a las siguientes especies:
- Tawitawia roselli
- Tawitawia immensa